# Малкова Ганна Іванівна
Ганна Іванівна Малко́ва (29 січня 1902, Єкатеринбург — 18 лютого 1972, Київ) — українська радянська скульпторка; членкиня Спілки радянських художників України з 1930-х.

## Біографія
Народилася 29 січня 1902 року в місті Єкатеринбурзі (нині Росія). 1929 року закінчила Одеський політехнікум образотворчого мистецтва, де навчалася у Петра Мітковіцера, Бориса Яковлєва. Була членкинею КПРС.
Мешкала к Києві в будинку на вулиці Кіквідзе, № 30 а, квартира № 24. Померла у Києві 18 лютого 1972 року.

## Творчість
Працювала у галузі станкової та декоративної скульптури. Створювала переважно портрети. Серед робіт:
- «Портрет Максима Горького» (1938);
- «Тарас Шевченко серед киргизьких дітей» (1938—1940);
- «Портрет дівчинки» (1949);
- «Юний мічурінець» (1950);
- «Портрет Антона Чехова» (1951).

Брала участь у республіканських виставках з 1929 року.